# 市川團十郎 (4代目)
四代目 市川 團十郎（いちかわ だんじゅうろう、正徳元年（1711年） - 安永7年2月25日（1778年3月23日）は、江戸の歌舞伎役者。屋号は成田屋。定紋は三升（みます）。俳名に海丸（かいがん）・五粒（ごりゅう）・三升（さんしょう）・柏莚（はくえん）がある。

## 来歴
芝居茶屋の和泉屋勘十郎の次男、実は二代目市川團十郎の隠し子ともいわれている。
この子には梨園に入ることが生れたときから運命づけられていたようで、｢稽古始め」の歳になった正徳4年（1714年）にはさっそく二代目團十郎の高弟・初代松本幸四郎の養子になり、享保5年11月（1720年12月）に松本七蔵の名で初舞台を踏む。このときは女形を務めたといわれ、その後もしばらくは女形や若衆役を務めたが、後に立役に転じている。
享保20年（1735年）、松本七蔵は亡き養父の名跡を継いで二代目松本幸四郎を襲名。一方50歳になったのを節目に二代目團十郎も養子の市川升五郎に三代目市川團十郎を襲名させ、自らは隠居して二代目市川海老蔵を名乗った。
ところが安閑とした日々を過ごせたのも束の間で、寛保元年（1741年）に大坂で『毛抜』を初演していた三代目團十郎が突然病に倒れ、そのまま翌寛保2年（1742年）早世してしまう。｢人間五十年」といわれた時代、役者は不惑を迎えるとさっさと隠居してしまうことが多かったが、ここにきて後継者を失った二代目海老蔵は、老躯に鞭打って舞台に立ち続けることさらに12年に及んだ。65歳になった二代目海老蔵は体力の限界を感じたのか、ここに至って高弟の二代目松本幸四郎を改めて自らの養子とし、これに市川宗家を継がせることにした。
三代目没後10年の空白を経て、宝暦4年11月（1754年12月）、二代目幸四郎は二代目海老蔵の養子となり、そのうえで改めて四代目市川團十郎を襲名した。この一連の出来事は、養子を取る方が二度目なら、養子に行く方も二度目という数奇な養子縁組で、しかも芝居茶屋の次男坊が三段跳びで江戸歌舞伎の頂点・市川宗家に収まるという栄転譚でもあり、ただでさえ出世ばなしを好んだ江戸っ子は後々までこれを語り継いだという。また一方で四代目は男色にふけり、別れた元愛人の若衆に陰間茶屋を経営させていた。こうしたさまざまな口承がやがて「團十郎伝説」となり、それが「市川團十郎」の名を江戸歌舞伎のなかでも特別な地位に押し上げてゆく一つの要因ともなった。
四代目團十郎は明和7年11月（1770年12月）、実子の三代目幸四郎に團十郎を譲り、五代目團十郎を襲名させ、自らは幸四郎に復した。明和9年（1772年）に三代目市川海老蔵と改名。安永4年7月（1776年8月）の市村座の千秋楽での松王丸を演出を最後に引退し、剃髪して深川木場の自宅で「修行講」なる演技の研究会を発足し後進の指導に力を注いだ。墓所は青山霊園の合祀墓。

## 芸風
家の芸である荒事よりも、「景清物」の平景清（実在の藤原景清がモデル）、「曽我物」の工藤（実在の工藤祐経がモデル）、「忠臣蔵物」の高師直（実在の吉良上野介がモデル）などの実悪を得意とした四代目は、代々の團十郎のなかでも異彩を放っている。特に景清は四代目の当たり役で、それまでの単純明快な荒事に陰鬱な悪の味を加えることで、新しい歌舞伎の演技を創造した。歌舞伎十八番の『景清』は四代目の初演によるものである。また女形もよくして芸域が広かった。

## 文献
- 渡辺保『四代目市川団十郎』 筑摩書房、1994年
- 服部幸雄『市川團十郎代々』講談社、2002年／講談社学術文庫、2020年